# Cladura hakonensis hakonensis
Cladura hakonensis hakonensis is een ondersoort van de tweevleugelige Cladura hakonensis uit de familie steltmuggen (Limoniidae). De soort komt voor in het Palearctisch gebied.